# Віндикі (Мазовецьке воєводство)
Віндикі (пол. Windyki) — село в Польщі, у гміні Вечфня-Косьцельна Млавського повіту Мазовецького воєводства.
Населення — 466 осіб (2011).
У 1975-1998 роках село належало до Цехановського воєводства.

## Демографія
Демографічна структура станом на 31 березня 2011 року:
|          | Загалом | Допрацездатний вік | Працездатний вік | Постпрацездатний вік |
| -------- | ------- | ------------------ | ---------------- | -------------------- |
| Чоловіки | 239     | 40                 | 170              | 29                   |
| Жінки    | 227     | 46                 | 126              | 55                   |
| Разом    | 466     | 86                 | 296              | 84                   |